# Patrick O'Hearn
Patrick O'Hearn es un compositor y multiinstrumentista de Estados Unidos nacido en Los Ángeles (California) en 1954. Conocido como guitarrista, bajista y teclista de música electrónica O'Hearn se dio a conocer como músico como integrante de la banda que acompañaba a Frank Zappa. Entre 1979 y 1981 formó parte, junto a Mark Isham y Pater Maunu, de Group 87. Posteriormente participó, antes de emprender su carrera en solitario, en el grupo Missing Persons junto a otros músicos del entorno de Zappa como Warren Cuccurullo. 
En su trayectoria musical O'Hearn ha abarcado una amplia gama de géneros con predomino de la música instrumental electrónica. Ha compuesto bandas sonoras para películas como White Sands (1992), Lengua Silenciosa (1995) o Crying Freeman (1996) y para series de televisión como Falcon Crest (1989-1990). Ha sido nominado en dos ocasiones para los Premios Grammy.

## Reseña biográfica

### Formación
Nacido en Los Ángeles (California), criado en el noroeste del Pacífico, O'Hearn comenzó su carrera musical profesional a los 15 años cuando se unió al Sindicato de Músicos y comenzó a tocar en clubes nocturnos de Portland (Oregón). Tras graduarse en 1972 se mudó a Seattle (Washington) donde asistió al Cornish College of the Arts y tomó lecciones del bajista Gary Peacock. En 1973 se trasladó a San Francisco y pronto se involucró en la escena de jazz local tocando el bajo para artistas como Charles Lloyd, Joe Henderson, Dexter Gordon, Joe Pass, Woody Shaw, Eddie Henderson o Bobby Hutcherson, así como con otros músicos de su misma edad como Terry Bozzio o Mark Isham.
Mientras estaba de gira en Los Ángeles durante 1976 O'Hearn conoció al músico Frank Zappa quien le ofreció el puesto de bajista en su banda cargo que mantuvo durante más de dos años. Durante este período O'Hearn cambió del bajo acústico al bajo eléctrico y también se interesó por la música electrónica. Zappa animó a O'Hearn a investigar con su colección de sintetizadores y le presentó los fundamentos técnicos de la edición de cintas como una forma de producir composiciones, la ingeniería de audio y grabación de audio en un estudio doméstico.
En 1979 O'Hearn se asoció con el trompetista Mark Isham y el guitarrista Peter Maunu para formar Group 87, un conjunto influenciado por las primeras grabaciones de Weather Report, Kraftwerk y el minimalismo ambiental de Brian Eno. Sólo produjeron dos grabaciones Group 87 (1980) y A Career in Dada Processing (1984) pero su trabajo en esta banda ayudaría a establecer la dirección musical de la carrera en solitario de O'Hearn. Tanto Isham como Maunu continuarán como colaboradores importantes en varios de los siguientes lanzamientos en solitario de O'Hearn.

### Años 1980
En 1981 el baterista y excompañero de banda de Zappa, Terry Bozzio, invitó a O'Hearn a unirse a su emergente banda de rock y new wave Missing Persons junto con el guitarrista y compañero de Zappa Warren Cuccurullo y Dale Bozzio, quienes habían cantado en varias producciones Zappa. Para unirse a la banda O'Hearn cambió el bajo eléctrico por los sintetizadores. Durante su estancia en Missing Persons, que mantenía contrato con Capitol Records y se disolvió por primera vez en 1986, grabó tres álbumes: Spring Session M (1982), Rhyme & Reason (1984) y Color In Your Life (1986).
Después de su experiencia en Missing Persons O'Hearn y Terry Bozzio se unieron al exguitarrista de Duran Duran, Andy Taylor, y al exguitarrista de Sex Pistols, Steve Jones, para la grabación de un álbum, Thunder (1987), y una breve gira. Aunque tanto Terry Bozzio como Warren Cuccurullo más tarde contribuyeron a varios de los álbumes en solitario de O'Hearn, este declinó formar parte en la reunificación de Missing Persons que tuvo lugar en 2001.
La carrera en solitario de O'Hearn fue impulsada en gran parte por Peter Baumann, exmiembro de Tangerine Dream y fundador en 1984 de la compañía discográfica Private Music, quien había concebido su nuevo sello como una plataforma para mostrar música instrumental progresiva, un nicho antes explorado por Group 87. De este modo O'Hearn fue fichado como uno de los primeros músicos del nuevo sello junto con el violinista Jerry Goodman, de Mahavishnu Orchestra, el tecladista Eddie Jobson integrante de Roxy Music, y los compositores Yanni y Suzanne Ciani. En 1985 se publicó el primer disco en solitario de O'Hearn: Ancient Dreams. Algunos de los aspectos básicos del disco se han repetido en su trayectoria posterior: predominio de instrumentos de percusión, hipnóticos patrones del bajo eléctrico o acústico, la utilización de armonías minimalistas y sintetizados. A menudo O'Hearn añade elementos vinculados al jazz sobre todo en el uso frecuente del bajo eléctrico, a menudo un bajo sin trastes, como la voz principal.

"Aunque Eldorado e Indigo se encuentran ciertamente entre los más acertados discos de O'Hearn su debut, Ancient Dreams permanece como el ejemplo más puro de su estilo innovador. El tecladista crea una sensación de dramatismo discreto a través de una interacción marcadamente elegante de melodías sintetizadas y ritmos pseudo-pop. Esta manipulación impredecible de las raíces del rock y el jazz del compositor sugiere los amplios espacios abiertos de los paisajes surrealistas. Es un clásico de todos los tiempos en el campo electrónico contemporáneo".
Linda Kohanov (allmusic.com) 

Tras la edición de Ancient Dreams publicó discos con una periodicidad anual: Between Two Worlds (1987), que le otorgó su primera nominación a los Premios Grammy, y Rivers Gonna Rise (1988). Con estos álbumes comenzó a recibir más difusión en estaciones de radio dedicado al jazz y otras músicas. 

"Patrick O'Hearn es el veterano de la música electrónica. Ha estado en el negocio de la música desde unos cinco días antes de nacer. En ese tiempo, ha recorrido toda la gama. Between Two Worlds es uno de sus primeros lanzamientos de Private Music. Es típico del estilo de O'Hearn. Eso significa que hay algunos momentos muy fuertes y algunos momentos débiles. La debilidad más evidente es su incapacidad para sostener los momentos fuertes. Es un buen CD. Ni desafía ni ofende".
Jim Brenholts (allmusic.com) 

Su cuarto álbum en solitario, Eldorado (1989), es una aproximación al género de la World Music con ritmos y timbres influidos de zonas como Suramérica y Oriente Medio. Los arreglos de O'Hearn incorporaron una gama más amplia de la instrumentación, como el canto humano o el solo de violín (sobre todo en la canción "Black Delilah".) Comercialmente obtuvo una buena respuesta y algunas pistas siguen siendo populares en emisoras dedicadas al jazz. 

"Se trata de un maravilloso experimento de música electroacústica contemporánea con sabor a Oriente Medio. O'Hearn parecía embarcarse en una nueva dirección en su carrera musical con esta combinación reflexiva pero sensual de modos de expresión antiguos y modernos. El álbum presenta a dos destacados artistas iraníes: la cantante Shahla Sarshar y el violinista Farid Farjad, aunque la música obviamente se adelantó a su tiempo en el mundo notoriamente conservador de la música alternativa para adultos".
Linda Kohanov (allmusic.com) 

Simultáneamente O'Hearn comenzó a coproducir varias pistas para Intruding on a Silence, del guitarrista Colin Chin, que también contó con la colaboración de Mark Isham.

### Años 1990
En 1990 Private Music editó un álbum de remixes sobre canciones editadas en sus discos anteriores llamado Mix-Up, en el que participaban productores populares como David Frank, Joe "El Carnicero" Nicolo y Carmen Rizzo Jr. Sin embargo Mix-Up, por su concepción y realización, fue criticado tanto por la crítica como por los fanes y se descatalogó una vez que se vendieron los ejemplares publicados. El álbum fue idea del departamento de A&R de la discográfica Private Music y fue publicado sin el conocimiento del músico lo que enturbió las relaciones. 

"Mix Up ha adoptado un enfoque extremo ante la idea de vestir viejas melodías con prendas en su mayoría irreconocibles, habiendo alterado muchos de sus "éxitos" con un ritmo dance moderno y, en un par de casos, con una expresión de rap que debería ganar nuevos fanáticos en los mercados urbanos a nivel nacional. El título se refiere a grabar nuevas mezclas de varias piezas de tres de sus últimos cuatro lanzamientos y mejorar sustancialmente la mezcla. Si la música dance es lo tuyo y no tienes miedo de absorber influencias conmovedoras de todo tipo en tu música, entonces tal vez este lanzamiento no te confunda tanto como a muchos".
Redacción (allmusic.com) 

Al año siguiente se publica Indigo (1991) considerado uno de los hitos de la carrera musical de O'Hearn. O'Hearn minimizó el uso de sintetizadores y en su lugar manipuló el espacio, la acústica y las texturas para crear un disco con una consistencia coherente de tono. 

"Indigo es uno de los CD más gentiles de Patrick O'Hearn. Su sintetizador sinfónico y sus texturas atmosféricas forjan un paisaje sonoro diferente, es decir, diferente para O'Hearn. La mayor parte de este álbum es un minimalismo vívido y claro. Los momentos más débiles brillan en contraste con los timbres sutiles y las suaves melodías. Éste ha sido durante mucho tiempo un problema de O'Hearn. Su excelente música se enorgullece de ser lo mejor de lo mejor, pero tiene dificultades para mantener ese estándar. Este divertido CD atraerá a los fans de Tangerine Dream, Ian Boddy y John Flomer".
Jim Brenholts (allmusic.com) 

Para finalizar su contrato con Private Music O'Hearn y el sello publicaron un disco recopilatorio denominado The Private Music of Patrick O'Hearn que incluyó tres temas inéditos titulados «Down Hill Racer», «Irene» y «Step». El mismo año O'Hearn compuso y realizó la partitura musical para White Sands, un thriller policial dirigido por Roger Donaldson protagonizado por Willem Dafoe y Samuel L. Jackson. Más tarde ese año compuso la partitura de Lengua silenciosa, escrita y dirigida por Sam Shepard y protagonizada por Alan Bates, Richard Harris, River Phoenix y Dermot Mulroney.
Tras cuatro años de ausencia en solitario O'Hearn firmó un contrato con el nuevo sello Deep Cave con quienes publicó su disco Trust en 1995. Con este disco, en el que colaboraron David Torn y sus excompañeros de Missing Persons Terry Bozzio y Warren Cuccurullo, O'Hearn obtuvo su segunda nominación al Grammy en la categoría de Mejor Disco New Age.

"Trust es uno de los discos más populares de Patrick O'Hearn, debido principalmente a su coherencia. Ha podido interpretar, incluso progresar, en muchos estilos diferentes de música electrónica. En este disco se limita a dos o tres estilos y funciona. Las texturas y matices oscuros permiten a los oyentes establecerse e intimar con los paisajes sonoros y las atmósferas de O'Hearn. Este no es un ambiente oscuro aterrador ni perturbador. No es psicoacústico. Es sombrío. Es un buen disco y atraerá a los fans de Jonn Serrie, John Flomer y Kevin Braheny".
Jim Brenholts (allmusic.com) 

Poco después del lanzamiento de su siguiente trabajo, Metaphor (1996), el sello discográfico Deep Cave cesó su actividad. También lanzada en 1996 fue la banda sonora de la película Crying Freeman dirigida por Christophe Gans.

"El álbum Metaphor de Patrick O'Hearn de 2000 presenta el lado más suave y lírico de su música electrónica new age. Temas como «Crossing The Divide», «Peace Be with You», «Drive» y «Let Truth Prevail» se concentran en las texturas electrónicas tranquilas pero convincentes de O'Hearn, que continúan las tradiciones de los compositores de electrónica ambiental de los años 70 y principios de los 80".
Heather Phares (allmusic.com) 

En este periodo también comenzó una serie de colaboraciones con otros artistas a los que O'Hearn aportó nuevo material y composiciones propias. En 1998 su composición de 12 minutos «35th Parallel» apareció en el disco de cinco artistas The Ambient Expanse. En 2000 su versión de la pieza de Johann Sebastian Bach «Preludio de Cello Suite No. 1» apareció en la compilación A Different Prelude: A Contemporary Collection. En 2003 su versión de la obra de Joaquín Rodrigo «Adagio de Fantasy for a Gentleman» apareció en la compilación Adagio: A Windham Hill Collection y también en la compilación de varios artistas Sundown: Windham Hill Piano Collection publicado en 2006.

### Años 2000
Tras la cancelación del contrato que mantenía en Deep Cave Records por la desaparición del sello, el siguiente proyecto en solitario de O'Hearn, So Flows the Current (2001), fue grabado durante un período de tres años entre 1997 y 2000 y vio la luz a través de su propia discográfica a la que ha llamado Patrick O'Hearn Music. El álbum muestra al músico alejarse del estilo de producción previo y el predominio de músicos tocando en vivo juntos en el estudio. El resultado es un álbum de música terrenal y atmosférica, y que tuvo una secuela, denominada The So Flows Sessions (2006), con grabaciones y material inédito registrado durante las sesiones de grabación.

"So Flows the Current es uno de los discos más consistentes de Patrick O'Hearn. La consistencia está en la calidad. O'Hearn no es alguien que se apegue a un solo estilo. Este álbum, altamente recomendado, llega inmediatamente después de algunos de sus trabajos con Steve Roach, cuya influencia se muestra en las actitudes de la música: es más audaz y tiene más valentía que la mayoría de sus trabajos previos. Combina instrumentos electrónicos y acústicos a la perfección. Su hábil toque abarca toda la gama, desde ambient oscuro hasta sintetizadores sinfónicos, himnos new age, y luego hasta las últimas tres pistas del disco, que son simplemente el mejor trabajo que ha hecho. Hay vagas referencias al ambiente del desierto, pero se trata de composiciones únicas y definitivamente de O'Hearn: es su visión del ambiente electro-tribal. Es profundo, oscuro y diferente a todo lo que haya hecho antes. Las pistas representan aproximadamente una cuarta parte del disco y por sí solas hacen de este un CD esencial".
Jim Brentholds (allmusic.com) 

En 2002 el director de fotografía David Fortney creó una película documental con espectaculares imágenes de la Red de Parques Nacionales de Estados Unidos amalgamada con sus canciones preferidas de Patrick O'Hearn. El resultado se publicó en DVD en 2003 bajo el título Timeless - A National Parks Odyssey. Una de las canciones incluidas en la banda sonora es una nueva versión de la canción «Beauty In Darkness», originalmente procedente del álbum de debut en solitario de O'Hearn.
Beautiful World fue el siguiente lanzamiento de O'Hearn, en 2003, y alcanzó la primera posición en el programa de radio Echoes dedicado a la música de esta temática. 
A este disco le siguió Slow Time en 2005, en el que se aventuró en la experimentación de los movimientos musicales del siglo XX incluyendo referencias a Steve Roach y Pierre Boulez.
En 2006 O'Hearn publicó tres grabaciones a través de la tienda en línea de iTunes: el EP de la banda sonora de un cortometraje de Sean Garland, The Wheelhouse; la banda sonora de la obra teatral de Sam Shepard Simpatico (originalmente grabada en 1994); y la ya mencionada anteriormente The So Flows Sessions con material descartado del disco original So Flows The Current (2001).
En 2007 se editó en formato de disco compacto Glaciation inspirado por imágenes de las regiones árticas. En el verano del ese año O'Hearn fue presentado al cantautor John Hiatt y participó tocando el bajo en el álbum Hiame's Old Man de Hiatt. Hiatt posteriormente le pidió que se uniera a su banda y que participara en la gira del lanzamiento del álbum de 2008. O'Hearn continuó su colaboración con Hiatt hasta 2010 y grabó en sus siguientes lanzamientos: The Open Road (2010), Dirty Jeans y Mudslide Hymns (2011) y Mystic Pinball (2012).

### Años 2010
El decimotercer álbum de O'Hearn Transitions fue lanzado digitalmente el 23 de agosto de 2011 y en CD el 4 de octubre. Fue votado número 1 al mejor álbum de 2011 en la encuesta de Echoes Listener.
En diciembre de 2013, un álbum de varios artistas titulado Nashville Indie Spotlight fue lanzado incluyendo una nueva pieza de Patrick O'Hearn y Peter Maunu llamado «Out of Reach». Es una mezcla lenta y atmosférica de guitarra acústica, contrabajo y teclados.

### Años 2020
En octubre de 2020 publicó una canción «Rivulet» que también incluía una segunda versión titulada «Rivulet (Tranquility Mix)».

## Discografía
- Ancient Dreams (1985)
- Between Two Worlds (1987)
- Rivers Gonna Rise (1988)
- Eldorado (1989)
- Mix-Up (1990) (disco de remezclas)
- Indigo (1991)
- The Private Music of Patrick O'Hearn (1992) (compilación)
- Arenas Blancas (1992) (banda sonora)
- Trust (1995)
- Metaphor (1996)
- Crying Freeman (1996) (banda sonora)
- The Weelhouse (1996) (banda sonora)
- A Windham Hill Retrospective (1997) (compilación)
- So Flows the Current (2001)
- Beautiful World (2003)
- Slow Time (2005)
- The So Flows Sessions (2006)
- Simpatico (2006) (banda sonora)
- Glaciation (2007)
- Timeless - A National Parks Oddisey (2008) (compilación)
- Transitions (2011)

## Premios y nominaciones

### Premios Grammy 1987
- Nominado a la Mejor Interpretación en categoría New Age: Between Two Worlds (disco)

### Premios Grammy 1990
- Nominado al Mejor Disco en categoría New Age: Trust (disco)